# Littorina flava
Littorina flava är en snäckart som beskrevs av King och William John Broderip 1832. Littorina flava ingår i släktet Littorina och familjen strandsnäckor. Inga underarter finns listade i Catalogue of Life.